# Azacualpa (Honduras)
Azacualpa es un municipio del departamento de Santa Bárbara en la República de Honduras.
El Municipio de Azacualpa está ubicado en la parte norte del Departamento de Santa Bárbara.
| Orientación | Límite                                |
| ----------- | ------------------------------------- |
| Norte       | República de Guatemala                |
| Sur         | Municipio de Macuelizo,               |
| Este        | Municipio de Quimistán, Santa Bárbara |
| Oeste       | Municipio de Nueva Frontera,          |
| Oeste       | República de Guatemala                |

## Historia
En la década de los cincuenta se inician los primeros esfuerzos para hacer que Azacualpa se independizara del Municipio de Macuelizo, al principio hubo una barrera grande y fue la negativa de las autoridades del Municipio de Macuelizo junto con su pueblo, pero para la suerte de Azacualpa, un hijo de esta comunidad se convirtió en Alcalde, siendo su nombre José María Aguilar, quien se convirtió también en una pieza fundamental para la independencia del municipio.
En 1958 (15 de agosto), el alcalde auxiliar, señor Máximo Zavala, y los ciudadanos precursores de la independencia, presenta la solicitud de elevar a la categoría de municipio a la Aldea de Azacualpa.
En 1960 (16 de mayo), el Ministro de Gobernación y Justicia, abogado Ramón Valladares y siendo presidente constitucional de la república, el doctor Ramón Villeda Morales, otorga la categoría de municipio mediante la Resolución No. 33.
En 1960 (22 de mayo), toma posesión la primera e histórica Corporación Municipal de Azacualpa.
| Cargo             | Nombre             |
| ----------------- | ------------------ |
| Alcalde Municipal | Rafael Ruiz        |
| Regidor primero   | Julián Perdomo     |
| Regidor Segundo   | Antonio Perdomo    |
| Regidor tercero   | Leopoldo Rodríguez |
| Síndico Municipal | Francisco Merino   |

## Toponimia
Del náhuatl, Atsakualpan (Lugar sobre los adoratorios de agua)

## División Política
Aldeas: 10 (2013)
Caseríos: 69 (2013)
| Código | Aldea        |
| ------ | ------------ |
| 160401 | Azacualpa    |
| 160402 | Agualote     |
| 160403 | Buenos Aires |
| 160404 | El Naranjo   |
| 160405 | El Pinabete  |
| 160406 | Joconal      |
| 160407 | Laguna Verde |
| 160408 | La Puerta    |
| 160409 | Loma Alta    |
| 160410 | San Antonio  |
|        | Los amates   |